# Araneus pistiger
Araneus pistiger là một loài nhện trong họ Araneidae.
Loài này thuộc chi Araneus. Araneus pistiger được Eugène Simon miêu tả năm 1899.